# Лулу (албум)
Вижте пояснителната страница за други значения на Лулу.
Лулу (на английски: Lulu) е съвместен студиен албум на музиканта Лу Рийд (на английски: Lou Reed) и хевиметъл групата Metallica.

## Описание
Въпреки че албумът се числи към дискографията на Металика, той не може да бъде определян, като албум на Металика. Албумът е експеримент на музиканта Лу Рийд с участието на Металика. Албумът е крайно негативно приет от феновете на Металика. В интервю дадено за аржентинско радио, преди изпълнението на бандата на фестивала „Rock In Rio“ в Бразилия по повод критиките срещу албума James Hetfield заявява: "Това е нещо напълно различно. Това не е новият студиен албум на METALLICA. Това е „Lulu“. За това го и кръстихме така – това не е [албум] на METALLICA, не е и на Lou Reed. Нещо съвместно е, което се казва „Lulu“.... Аз не пея много там. Основно пее Lou, това е негов проект, а ние само написахме музика за фон..." По повод албума Лу Рийд отбелязва: „Аз по същество се забавлявах.“

## Песни
| Lulu  | Lulu             | Lulu  | Lulu | Lulu | Lulu | Lulu | Lulu | Lulu | Lulu |
| №     | Име              | Време |      |      |      |      |      |      |      |
| ----- | ---------------- | ----- | ---- | ---- | ---- | ---- | ---- | ---- | ---- |
| 1.    | Brandenburg Gate | 4:19  |      |      |      |      |      |      |      |
| 2.    | The View         | 5:17  |      |      |      |      |      |      |      |
| 3.    | Pumping Blood    | 7:24  |      |      |      |      |      |      |      |
| 4.    | Mistress Dread   | 6:51  |      |      |      |      |      |      |      |
| 5.    | Iced Honey       | 4:36  |      |      |      |      |      |      |      |
| 6.    | Cheat on Me      | 11:26 |      |      |      |      |      |      |      |
| 7.    | Frustration      | 8:34  |      |      |      |      |      |      |      |
| 8.    | Little Dog       | 8:01  |      |      |      |      |      |      |      |
| 9.    | Dragon           | 11:08 |      |      |      |      |      |      |      |
| 10.   | Junior Dad       | 19:29 |      |      |      |      |      |      |      |
| 87:04 |                  |       |      |      |      |      |      |      |      |

## Състав
- Лу Рийд – вокали и китара
- Джеймс Хетфийлд – вокали и китара
- Кърк Хамет – соло китара
- Робърт Трухильо – бас китара
- Ларс Улрих – барабани

|  | Тази страница частично или изцяло представлява превод на страницата Lulu (Lou Reed and Metallica album) в Уикипедия на английски. Оригиналният текст, както и този превод, са защитени от Лиценза „Криейтив Комънс – Признание – Споделяне на споделеното“, а за съдържание, създадено преди юни 2009 година – от Лиценза за свободна документация на ГНУ. Прегледайте историята на редакциите на оригиналната страница, както и на преводната страница, за да видите списъка на съавторите. ВАЖНО: Този шаблон се отнася единствено до авторските права върху съдържанието на статията. Добавянето му не отменя изискването да се посочват конкретни източници на твърденията, които да бъдат благонадеждни. |